# G70-es gyorsított személyvonat
A G70-es gyorsított személyvonat egy budapesti elővárosi vonat Budapest-Nyugati pályaudvar és Szob között. Budapest és Vác között csak a forgalmasabb állomásokon és megállóhelyeken áll meg, Vác és Szob között pedig Dömösi átkelés kivételével minden állomáson és megállóhelyen megáll. Vonatszámuk négyjegyű, 23-mal kezdődik, utolsó előtti számjegyük Szob felé páros, Budapest felé páratlan. A vonatok többnyire MÁV 815 sorozatú illetve néhány Stadler FLIRT motorvonatokkal kiadva közlekednek, régebben V43-as, vagy TRAXX mozdonnyal továbbított Ganz BVhmot motorvonati mellékkocsik (Bmx) illetve V43-as, fecske bhv és BDt 400-as vezérlőkocsis ingákkal is jártak a viszonylaton.

## Története
Budapest és Szob között korábban is járt azonos megállási renddel személyvonat, a G70-es jelzést 2014. december 14-étől viseli.
2020. december 13-tól hétvégente 2 pár új járatot inditottak, mely Dunakeszi vasútállomáson nem állnak meg.

## Útvonala
Ütemes menetrend szerint minden óra ugyanazon percében indul és érkezik mindegyik állomáson. Hétköznap reggel és délelőtt Budapest felé, délután pedig Szob felé indul óránként. Szombaton reggel további három vonat közlekedik Budapest felé. 2021. április 17-étől hétvégén reggel kettő járat Szob felé, délután pedig kettő járat Budapest felé is közlekedik, ezek Dunakeszi állomáson nem állnak meg.
| 0  | Budapest-Nyugati végállomás | 70 | 9, 26, 91, 191, 226, 291 4, 6 72, 73 S21 , S50 , Z50 , S70 , Z70 , S71 , G71 , S72 , Z72 , IC, EC, EN, sebesvonat                                                                            |
| 5  | Rákosrendező                | 64 | S70 , S71 , S72 20E, 25, 30, 30A, 32, 230 74, 81 |
| 11 | Rákospalota-Újpest          | 58 | S70 , S71 , G71 96, 121, 124, 225, 270, 296, 296A 12, 14 |
| 18 | Dunakeszi                   | 53 | S70 308, 309, 310, 311, 324, 325, 371 |
| 21 | Dunakeszi-Gyártelep         | 50 | S70 |
| 27 | Felsőgöd                    | 44 | S70 345 |
| 34 | Vác-Alsóváros               | 38 | S70 , S71 , G71 314, 334, 335, 336, 337, 338, 339, 347, 366 |
| 39 | Vác                         | 35 | S70 , Z70 , S71 , G71 , S77 , S750 , EC, EN 300, 314, 328, 329, 330, 331, 332, 333, 334, 335, 337, 338, 339, 342, 343, 345, 347, 348, 350, 351, 361, 362, 363, 364, 365, 371, 455 1010, 1013 |
| 46 | Verőce                      | 26 | S70 , Z70 350, 351 |
| 48 | Kismaros                    | 23 | S70 , Z70 350, 351, 352, 353 |
| 54 | Nagymaros-Visegrád          | 18 | S70 , Z70 , EC |
| 56 | Nagymaros                   | 14 | S70 , Z70 |
| 63 | Zebegény                    | 7  | S70 , Z70 355 |
| 67 | Szob alsó                   | 3  | S70 , Z70 354, 355 |
| 70 | Szob végállomás             | 0  | S70 , Z70 , EC 332, 350, 354, 355 |